# Haploconus
L'aplocono (gen. Haploconus) è un mammifero erbivoro estinto, appartenente ai periptichidi. Visse nel Paleocene inferiore (circa 63-61 milioni di anni fa) e i suoi resti fossili sono stati ritrovati in Nordamerica.

## Descrizione
Questo animale era di piccole dimensioni, e il cranio non superava i 10 centimetri di lunghezza. La corporatura doveva assomigliare ad altri "condilartri" paleocenici come Tetraclaenodon, ma le zampe erano di struttura più pesante. Il femore era privo del terzo trocantere, e l'astragalo era di struttura robusta. Il muso di Haploconus era allungato, e assomigliava vagamente a quello dell'enigmatico Loxolophus. L'osso mascellare era ben sviluppato e i canini erano notevoli, più grandi rispetto a quelli di altre forme come Anisonchus. Anche i premolari erano maggiormente sviluppati.

## Classificazione
Il genere Haploconus venne istituito da Edward Drinker Cope nel 1882, per includere una specie (H. angustus) descritta in precedenza dallo stesso Cope come Mioclaenus angustus, e un'altra specie nota come H. entoconus. A questo genere è stata poi attribuita anche la specie H. elachistus.
Haploconus è un membro dei periptichidi, un gruppo di mammiferi arcaici sviluppatisi nel corso del Paleocene; in particolare, Haploconus fa parte della sottofamiglia Anisonchinae, comprendente le forme più piccole e primitive. In ogni caso, sembra che Haploconus fosse il più grande e specializzato tra gli anisonchini. 